# Autocharis affinis
Autocharis affinis là một loài bướm đêm trong họ Crambidae.